# Pierre Laval

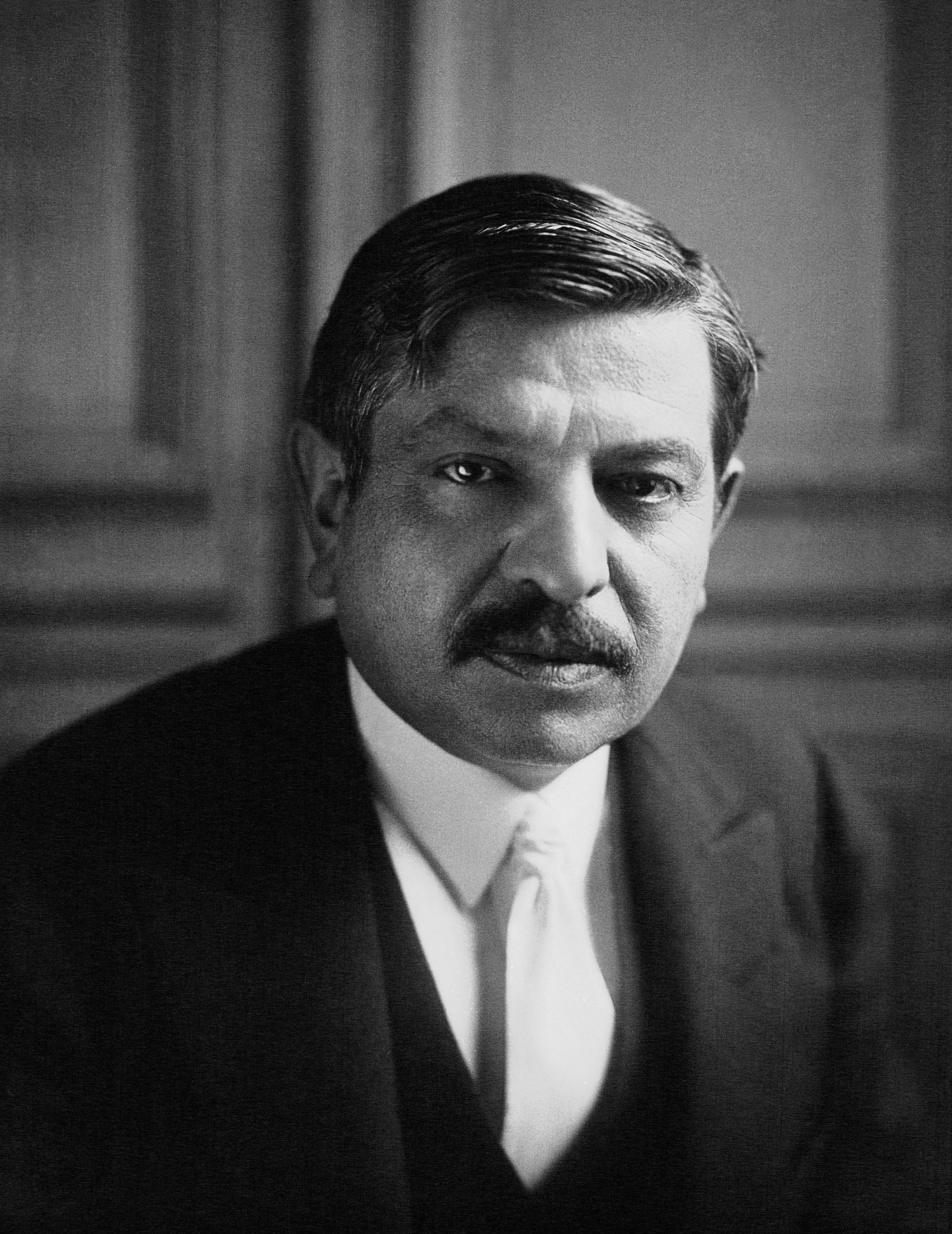
Pierre Laval

Pierre Laval (Châteldon, 28 juni 1883 – Fresnes, 15 oktober 1945) was een Frans politicus, die meerdere malen premier en minister van Buitenlandse Zaken was.
Hoewel hij in het interbellum al een belangrijke politieke rol speelde in de Franse en de internationale politiek is hij vooral berucht geworden voor zijn leidende rol in het Vichyregime en zijn collaboratie met Duitsland tijdens de Tweede Wereldoorlog, wat hem tot een van de meest gehate mannen van Frankrijk maakte. Voor die rol werd hij kort na de oorlog wegens verraad gefusilleerd.

## Afkomst en opleiding
Pierre Laval was de zoon van een herbergier en paardenkoopman in Châteldon, een dorp in het noorden van het departement Puy-de-Dôme.
Eenmaal de lagere school voorbij moest hij helpen in de herberg van zijn vader. Door zelfstudie slaagde hij er toch in een eindexamen secundair onderwijs af te leggen. Daarop werkte hij als opvoeder in lycea in diverse Franse steden, terwijl hij tegelijk aan de universiteit studeerde. Zo werd hij in Lyon licentiaat in de dierkunde en later in Parijs licentiaat in de rechten.
Intussen was hij toegetreden tot een links-revolutionaire groepering die in 1905 zou opgaan in de socialistische partij SFIO.

## Begin politieke carrière
Rond 1909 vestigde Laval zich als advocaat in Parijs, waar hij zich inzette voor de zaak van arbeiders en vakbonden. Hij kreeg bekendheid doordat hij erin slaagde een revolutionaire syndicalist, die ervan beschuldigd werd een aanslag voor te bereiden, vrij te spreken. Zijn reputatie als "advocaat van de armen" belette hem niet om snel een welgesteld man te worden.
Met de steun van de vakbond Confédération Générale du Travail kon hij nu een politieke carrière beginnen.
Nadat hij in 1911 verslagen werd in een tussentijdse verkiezing, werd hij in 1914 voor de SFIO in de Kamer van afgevaardigden verkozen voor een kiesdistrict rond Aubervilliers, een arbeidersgemeente vlak ten noorden van Parijs, dat zijn politieke thuisbasis werd. Op zijn 31ste was hij het jongste socialistische parlementslid.
Tijdens de Eerste Wereldoorlog werd Laval, een overtuigd tegenstander van de oorlog, vanwege zijn gezondheid niet gemobiliseerd. Hij ijverde voor een toenadering van de socialistische partijen om een einde aan de oorlog te maken. In de Kamer pleitte hij voor amnestie voor Franse soldaten die hadden meegedaan aan de muiterijen van 1917. Anderzijds was hij zelf actief in Kamercommissies voor de bewapening en steunde hij de krachtdadige regering van Georges Clemenceau. Deze bood hem zelfs een regeringsfunctie aan, maar de SFIO verzette zich daartegen.

## Interbellum

### Evolutie van links naar rechts
Bij de verkiezingen van 1919, die een grote ruk naar rechts opleverden, verloor Laval zijn Kamerzetel. Toen het in 1920 binnen de SFIO tot een breuk kwam tussen voor- en tegenstanders van het communisme, koos Lavals afdeling Aubervilliers massaal voor het communisme. Laval begon toen afstand van de partij te nemen.
In 1923 won Laval aan het hoofd van een lijst van dissidente socialisten en lokale notabelen de gemeenteraadsverkiezingen in Aubervilliers. Hij versloeg zowel communisten als socialisten en werd burgemeester. Tot aan de bevrijding in 1944 zou hij onafgebroken burgemeester van deze Parijse voorstad blijven.
Laval zou nooit meer lid van een partij worden, maar zijn invloed nam toe dankzij een netwerk van persoonlijke relaties dat hij uitbouwde over de grenzen van de partijen. Zijn vriendschapsbanden strekten zich uit van conservatieve zakenlieden tot enkele communistische politici.
Bij de verkiezingen van 1924 keerde hij terug in de Kamer als onafhankelijk socialist op de lijst van de linkse alliantie Cartel des gauches. Het jaar daarop werd hij voor het eerst minister (van Openbare Werken), in het derde kabinet-Painlevé (april-oktober 1925). Daarop was hij onderstaatssecretaris voor Buitenlandse Zaken toegevoegd aan premier Aristide Briand, en vervolgens, van maart tot juli 1926 was hij minister van Justitie in de opeenvolgende regeringen-Briand.
Begin 1927 werd Laval, dankzij zijn relaties over de partijen heen, bij de getrapte senaatsverkiezingen, tot senator voor het departement Seine verkozen. In 1935 zou hij in de Senaat worden herkozen, ditmaal voor zijn geboortestreek Puy-de-Dôme, waar hij eveneens veel relaties had.
Naast politicus was hij ook een handig zakenman. Hij bouwde een klein persimperium uit, bestaande uit een drukkerij, een reclamebedrijf, een reeks provinciale kranten en een radiostation in Lyon. In 1931 verkocht hij de meeste bladen met grote winst, maar behield de controle over een krant in de Puy-de-Dôme. Met zijn verworven fortuin kocht hij een kasteel in zijn geboortedorp en een groot domein met paarden en runderen in Normandië. Dat leverde hem felle kritiek op van links.
Laval had intussen volledig gebroken met de linkerzijde. Zijn vriendschap met André Tardieu van de centrumrechtse Alliance Démocratique zorgde ervoor dat hij in de regering kon terugkeren. Hij werd minister van Arbeid en Sociale Voorzorg in de kortstondige kabinetten-Tardieu II (1930) -Tardieu III (1932). In die functie leidde hij onderhandelingen die een einde maakten aan een grote staking van de Noord-Franse textielindustrie en voerde hij een belangrijke wet op de sociale zekerheid in.

### Premier en minister van Buitenlandse Zaken
Van januari 1931 tot februari 1932 is Laval minister-president (Président du Conseil) van drie opeenvolgende, vrijwel identieke centrumrechtse regeringen. Daarin was hij tevens minister van Binnenlandse Zaken, sinds januari 1932 van Buitenlandse Zaken.
De regering-Laval moest afrekenen met de toenemende economische depressie. In die periode begon Laval zich met de buitenlandse politiek bezig te houden. Hij benadrukte internationale samenwerking om uit de crisis te komen.
In september 1934 gaf de regering de Banque de France opdracht om massaal Britse ponden op te kopen en zo een financiële crisis in Groot-Brittannië tegen te gaan. Dat lukte, maar Frankrijk verloor er zwaar aan toen het pond kort daarop fors gedevalueerd werd. Rond die tijd reisde Laval naar Duitsland, waar de economische situatie al bar slecht was. Hij beloofde er financiële steun.
In oktober bracht hij een bezoek aan de Verenigde Staten om met president Herbert Hoover de moeilijke financiële situatie te bespreken. Hoewel de ontmoeting weinig opleverde, werd hij in Amerika triomfantelijk onthaald. Time Magazine riep hem toen uit tot Man of the Year. Pierre Laval is met Charles de Gaulle de enige Fransman die deze eer te beurt viel.
Na een paar jaar buiten de regering te hebben vertoefd, trad hij in februari 1934 toe tot de noodregering van Gaston Doumergue. Eerst was hij minister van Koloniën, vanaf oktober 1934 van Buitenlandse Zaken, als opvolger van de Louis Barthou, die enkele dagen daarvoor was vermoord. Hij behield die portefeuille in het daaropvolgende kabinet-Flandin (1934-1935).
Zijn voorganger Barthou had kordaat gereageerd op de komst van het naziregime in Duitsland, dat hij als een gevaar voor de vrede en voor Frankrijk beschouwde. Daarom had hij gestreefd naar anti-Duitse bondgenootschappen met andere landen, ook met de Sovjet-Unie. Laval was niet enthousiast voor zo'n bondgenootschap, omdat het Frankrijk tegen zijn wil in een nieuwe oorlog kon betrekken en omdat hij de Sovjets niet vertrouwde.
Laval zocht vooral steun bij het fascistische Italië van Benito Mussolini, die in die tijd Hitler nog wantrouwde. In januari 1935 bracht hij hem een bezoek in Rome en maakte afspraken over militaire samenwerking tussen beide landen. In april was hij de drijfkracht achter de conferentie van Stresa, waar een Brits-Frans-Italiaanse houding tegenover Duitsland (het zgn. Stresa-front) werd afgesproken. In mei ging hij naar Moskou voor een ontmoeting met Stalin. Hij sloot toen een anti-Duits verdrag met de Sovjet-Unie, dat Frankrijk echter niet kon verplichten tot een oorlog.
Na te hebben deelgenomen aan het zeer kortstondige kabinet-Buisson, leidde Laval, steeds met de portefeuille van Buitenlandse Zaken vanaf juni 1935 een regering, die een brede coalitie omvatte van centrumlinks tot rechts. Hij kreeg van het parlement volmachten om bij decreet te regeren en paste een harde deflatiepolitiek toe. De lonen van de ambtenaren werden verlaagd, wat tot massale protesten leidde. Door het verzet tegen de vrijwel dictatoriale maatregelen van de regering, begonnen de linkse partijen zich te verenigen in het Volksfront.
Intussen leed Laval een zware diplomatieke nederlaag. In oktober 1935 viel Italië Abessinië binnen waarop de Volkenbond economische sancties tegen dat land afkondigde. Laval, die Italië als bondgenoot wilde behouden, was daartegen en zocht samen met de Britse minister van Buitenlandse Zaken Sir Samuel Hoare naar een compromis, waarbij Italië stukken van Abessinië zou krijgen. Dat zogenaamde Hoare-Laval-pact veroorzaakte grote verontwaardiging in vele landen, niet het minst in Frankrijk zelf. Laval overleefde ternauwernood een vertrouwensstemming over het pact, maar het werd uiteindelijk niet uitgevoerd.
In januari 1936 kwam zijn regering ten val en kort daarop kwam het Volksfront aan de macht, dat een heel andere politiek ging voeren. Laval zou vier jaar lang van de macht geweerd worden.
Overtuigd van zijn eigen gelijk en verbitterd om de kritiek op zijn beleid, begon hij de parlementaire democratie te verachten. In het geheim zocht hij contacten met extreemrechtse figuren zoals Jacques Doriot, en met maarschalk Pétain. Deze laatste zag hij – toen al – als het toekomstige hoofd van een autoritair regime, waarin hij een rol kon spelen. Hij had ook geheime contacten met de Spaanse rebellenleider Francisco Franco.

## Het Vichyregime
Bij het uitbreken van de Tweede Wereldoorlog speelde Laval geen politieke rol, maar hij bleef intussen zijn contacten onderhouden, zoals met maarschalk Pétain, die in mei 1940 in de regering kwam, kort nadat de Duitse legers Frankrijk hadden binnengevallen.
Op 16 juni 1940, nadat de Franse regering naar Bordeaux was uitgeweken en Parijs in Duitse handen was gevallen, werd de oude maarschalk tot premier benoemd. Hij bood Laval de portefeuille van Justitie aan, maar die eiste opnieuw Buitenlandse Zaken op. Pétain kon daar niet op ingaan en Laval bleef buiten de regering tot er een week later een wapenstilstand met Duitsland van kracht werd. Toen werd hij minister zonder portefeuille.
Het wapenstilstandsakkoord had het grootste deel van Frankrijk, met inbegrip van Parijs, onder Duitse bezetting geplaatst. In het zuiden bleef een onbezette, zogenaamde Vrije Zone over, waar de Franse overheid haar volle soevereiniteit bleef uitoefenen.
Mede onder Lavals invloed vestigden de staatsinstellingen zich in de Vrije Zone in het kuuroord Vichy, op amper 20 km van zijn eigen kasteel in Châteldon. Laval zette nu alles in om de parlementsleden te overtuigen een dictatuur onder Pétain te aanvaarden. Dat lukte. Op 10 juli 1940 schonk het parlement in Vichy de grondwetgevende bevoegdheid aan de 84-jarige maarschalk.

### Het begin van de collaboratie

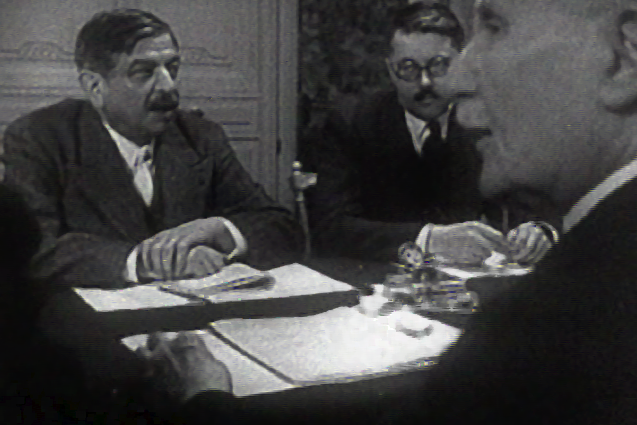
Pierre Laval in Vichy tegenover maarschalk Pétain

Nadat hij zichzelf tot staatshoofd had uitgeroepen, benoemde Pétain op 16 juli een nieuwe regering. Formeel was het staatshoofd ook voorzitter van de ministerraad, maar Laval kreeg als vicepremier feitelijk de leiding over het kabinet. Kort daarop werd hij ook door Pétain als zijn opvolger aangewezen. In oktober slaagde hij er dan toch in de portefeuille van Buitenlandse Zaken over te nemen.
Laval had geen belangstelling voor ideologie en moeide zich niet met de "nationale revolutie" van het Vichy-regime waar Pétain en veel van zijn aanhangers voor ijverden, maar als vicepremier keurde hij de maatregelen daartoe mee goed, zoals het discriminerende Jodenstatuut en het verbod van de vrijmetselarij. Zijn aandacht ging echter naar de verbetering met de betrekkingen met de Duitse overwinnaars.
Laval zag zich als de man die Frankrijk een plaats zou geven in een toekomstig Europa, dat door Duitsland gedomineerd zou worden. Daarom hoopte hij zo snel mogelijk een akkoord te bereiken met Duitsland, nog voor dit Engeland zou overwinnen. De Duitse ambassadeur in Frankrijk, Otto Abetz, had hem gezegd dat Hitler grootmoedig zou zijn voor Frankrijk.
Op 22 oktober 1940 had Laval een gesprek met Adolf Hitler in Montoire-sur-le-Loir. Twee dagen later organiseerde hij een ontmoeting Hitler-Pétain op dezelfde plaats. Op 9 november ontmoette hij bovendien Hermann Göring. Laval deed alles om de nazi's zijn goede wil te tonen. Zo schonk hij de Franse participatie in belangrijke kopermijnen in Joegoslavië.
Lang niet iedereen in Vichy was het daarmee eens. Sommige ministers vonden dat hij te ver ging. Laval was intussen het enige overgebleven parlementslid in een regering die vrijwel volledig uit hoge ambtenaren en officieren bestond. Pétain zelf was het grotendeels met Lavals collaboratiepolitiek eens, maar vond dat hij te zeer op eigen houtje handelde en hem zelfs voor voldongen feiten stelde. Hij verweet hem ook een gebrek aan respect voor de maarschalk.

### Tijdelijk aan de kant geschoven
Op 13 december 1940 werd Laval onverwacht door Pétain tot ontslag gedwongen. Hij werd zelfs gearresteerd, maar Abetz kwam voor hem tussenbeide en nam hem mee naar Parijs, waar hij onder Duitse bescherming kon verblijven.
Laval had de maand daarop een verzoenend gesprek met Pétain, maar bleef voorlopig in Parijs, buiten de regering.
Op 27 augustus 1941 werd een aanslag op Laval gepleegd toen hij met andere voorstanders van de collaboratie in Versailles aanwezig was voor het vertrek van het eerste contingent Franse vrijwilligers naar het Oostfront.
De jonge student Paul Collette (1920-1995), vuurde vier schoten op Laval af. Laval werd gewond maar overleefde deze aanslag.
Intussen was admiraal François Darlan de nummer twee van Vichy geworden. Hij voerde de collaboratie met Duitsland op, maar haalde daar weinig voordeel uit. Laval bleef intussen met iedereen contacten onderhouden. Zo ontmoette hij een paar keer Göring.
Omdat Darlan goede betrekkingen met de Verenigde Staten onderhield, die sinds einde 1941 ook in oorlog met Duitsland waren, vertrouwden de Duitsers hem niet echt. Ze maakten duidelijk dat ze Laval als gesprekspartner verkozen, van wie ze meenden dat ze beter zaken konden doen.

### Terug aan de macht
Uiteindelijk riep Pétain Laval terug naar Vichy. Op 18 april 1942 werd hij benoemd tot regeringsleider (Chef du Gouvernement) en tot minister van Buitenlandse Zaken, Binnenlandse Zaken en Informatie. Darlan werd opperbevelhebber van de Vichy-strijdkrachten en bleef de aangewezen opvolger van Pétain.
Laval werd nu de sterke man van Vichy. Zelf zou hij zeggen dat "Pétain niet meer dan een bloempot op de schoorsteen" was.
Voor Laval moest alles worden gedaan om Frankrijk een goede plaats te geven in een door Duitsland gedomineerd Europa. Hij was daartoe bereid om zeer ver te gaan.
Op 22 juni 1942 hield hij een radiotoespraak, waarin hij openlijk zei dat hij een overwinning van Duitsland wenste, omdat anders "het bolsjewisme zich overal zou vestigen". Die uitspraak bracht veel aanhangers van Vichy in verlegenheid en moedigde het verzet aan. Frankrijk was immers formeel nog altijd in oorlog met Duitsland. Laval zou die woorden later meermaals bevestigen, die hem in de ogen van veel Fransen een verrader maakten.
Toch trad hij in zijn contacten met Duitsland steeds behoedzaam op, vaak tot woede van de "ultracollaborationisten" die helemaal de kant van de nazi's kozen. Zo wilde hij niet weten van militaire samenwerking met Duitsland, zolang er geen echt bondgenootschap tussen beide landen kwam.

#### Vrijwillige arbeiders
Meteen na zijn terugkeer aan de macht begon Laval te onderhandelen met de Duitse gevolmachtigde voor de "arbeidsinzet", Fritz Sauckel, die op korte tijd een kwart miljoen Franse arbeiders voor de Duitse industrie eiste. Laval beloofde 200.000 arbeiders volgens een systeem van vrijwillige rekrutering, waarbij voor elke drie arbeiders die naar Duitsland gingen werken één Franse krijgsgevangene zou vrijkomen. Hoewel Vichy hiervoor massale propaganda maakte, meldden zich slechts 60.000 werkwilligen. Daarom nam de regering meer en meer toevlucht tot dwangmaatregelen.

#### Hulp bij de Jodenvervolging
Om de nazi's ter wille te zijn, was Laval bereid de Franse politie in te zetten bij het organiseren van deportaties van joden in bezet gebied. De eerste deportaties waren al begonnen voor zijn terugkeer aan de macht. De door Laval benoemde politiechef René Bousquet werkte intensief samen met de Duitse politiediensten.
In juni 1942 eiste de Gestapo hulp van de politie voor het massaal samenbrengen van joden in de streek van Parijs. Laval stemde ermee in, op voorwaarde dat de joden van Franse nationaliteit met rust zouden worden gelaten. Hij was echter tegen het voornemen van de Gestapo om kinderen van minder dan 16 jaar niet te deporteren. Met een "humanitaire intentie" eiste hij dat de kinderen niet van hun ouders zouden worden gescheiden. Het resultaat was de razzia van de Vélodrome d'Hiver, waarbij 13.000 joden – inclusief kinderen – door de Franse politie werden opgepakt. Ze zouden vrijwel allen in Auschwitz omkomen.
Laval zou later zeggen dat hij de buitenlandse joden opofferde om de Franse joden te redden. Toen sommigen hem verwittigden dat de joden massaal uitgeroeid werden, ontkende hij dat. Hij had van de Duitsers de verzekering gekregen dat ze in Polen zouden worden tewerkgesteld. Of een intelligent man als Laval dat echt geloofde, lijkt twijfelachtig.
Laval zou zich – op bevel van Pétain – blijven verzetten tegen de deportatie van Franse joden, maar in totaal zouden onder de bezetting meer dan 70.000 buitenlandse joden uit Frankrijk worden weggevoerd.

#### De bezetting van de Vrije Zone
Op 8 november 1942 landden Amerikaanse en Britse legers in Frans Noord-Afrika. Omdat de Franse troepen onder bevel van Darlan aldaar weerstand boden, kwam Hitler tot het voornemen om een echt bondgenootschap met Vichy af te sluiten. De Führer ontbood Laval in München, waar hij op dat moment verbleef. Even leek het erop dat Lavals politiek van toenadering zou lukken, maar toen hij arriveerde, was Hitler al van gedachte veranderd. Laval kreeg de 10de november te horen dat het Duitse leger diezelfde dag de Vrije Zone in Frankrijk zou bezetten.
Ondanks deze vernedering en de schending van het wapenstilstandsakkoord van 1940, zette Laval de collaboratie voort, ditmaal helemaal onder Duitse voogdij. Formeel nam zijn macht wel toe. Op 17 november 1942 benoemde Pétain hem opnieuw tot zijn opvolger in plaats van Darlan (die in Noord-Afrika naar het Geallieerde kamp was overgelopen). Op 26 november kreeg de regeringsleider de bevoegdheid om zelf wetten en decreten te ondertekenen.
Onder zware Duitse druk voerde Laval op 5 februari 1943 tegen zijn zin de verplichte arbeidsdienst in, waardoor Franse jongeren geboren tussen 1920 en 1922 verplicht werden in Duitsland te gaan werken. Zoals hij gevreesd had stootte de verplichting op enorme weerstand. Duizenden jongeren doken onder en vervoegden het maquis. Weerspannigen werden opgepakt door opsporingsmaatregelen en razzia's die de Franse politie organiseerde, al dan niet in samenwerking met Duitse militairen en collaborerende milities.
Laval probeerde de deportaties wel te beperken door te bekomen dat arbeiders in fabrieken die voor Duitsland produceerden, vrijgesteld zouden worden. Daardoor werd echter een steeds groter deel van de Franse economie ten dienste van de Duitse oorlogsinspanning gesteld.
Eind 1943 kreeg Laval van Hitler te horen dat zijn regering de "orde" moest handhaven tegen het toenemend verzet. Omdat het leger van Vichy door de bezetting van de Vrije Zone ontbonden was, richtte Laval toen de Milice française op, een op fascistische leest geschoeide ordedienst onder leiding van Joseph Darnand, met Laval formeel als voorzitter. Laval had weinig banden met Darnand, maar de Milice gaf hem een tegenhanger voor bestaande "ultra"-groepen, zoals de Parti Populaire Français van Doriot.
Darnand maakte van de Milice een uiterst repressief apparaat dat zich helemaal ten dienste van de Duitsers stelde en waar Laval de controle over verloor. Onder Duitse druk moest Laval begin 1944 ook de leiding van de politie en de gendarmerie in handen van Darnand geven, in plaats van zijn vertrouweling Bousquet.
Rond die tijd traden ook de ultracollaborationisten Marcel Déat en Philippe Henriot tot de regering toe.

### Het einde van het Vichy-bewind
In augustus 1944, toen de bevrijding van Frankrijk al begonnen was, deed Laval nog een poging om het oude (naar huis gestuurde) Franse parlement opnieuw bijeen te roepen en zo te beletten dat de voorlopige regering van Charles de Gaulle de macht van Vichy zou innemen. Kamervoorzitter Edouard Herriot stemde daar eerst mee in, maar weigerde uiteindelijk, terwijl de Duitsers er op verzoek van Déat en Fernand de Brinon een stokje voor staken.
Laval werd op 17 augustus tegen zijn zin door de Duitsers weggevoerd. Hij kwam met andere bewindslieden van Vichy terecht in het kasteel van Sigmaringen in het zuiden van Duitsland. Net als Pétain onthield hij zich daar van elke politieke activiteit. Hij weigerde mee te doen aan de regeringscommissie waarmee Brinon, Darnand en Déat het Vichy-regime in ballingschap wilden verderzetten.
Toen de geallieerden Duitsland binnenvielen vluchtte Laval naar Oostenrijk, waar hij op 2 mei 1945 met een Duits vliegtuig naar Spanje kon ontsnappen. Onder druk van de regering van de Gaulle weigerde de Spaanse overheid hem asiel te verlenen en stuurde hem op 2 augustus per vliegtuig terug naar Oostenrijk, waar hij meteen door de Amerikaanse bezettingsautoriteiten werd gearresteerd en aan Frankrijk uitgeleverd.

## Proces en executie
Laval was net op tijd in Frankrijk terug om als getuige op te treden op het proces van Pétain.
Twee maanden later, van 5 tot 9 oktober 1945, verscheen Laval zelf voor het bijzondere hooggerechtshof op beschuldiging van hoogverraad en samenzwering tegen de staatsveiligheid. Laval leek de ernst van de beschuldigingen niet te beseffen. Hij was ervan overtuigd dat hij zich zou kunnen rechtvaardigen en rekende zelfs op een politieke comeback. Maar het lijvige dossier dat hij in de maanden voor zijn arrestatie had samengesteld, was hem ontnomen, en het vooronderzoek was voortijdig afgesloten. De regering wilde dat Laval berecht zou worden vóór de verkiezingen die in oktober moesten plaatsvinden. Tevergeefs vroegen zijn advocaten om meer tijd.
Op het proces barstte de haat tegen hem los. Tijdens de zitting scholden sommige juryleden hem uit en bedreigden hem. Laval kreeg zelf nauwelijks het woord en de hele zaak werd in een drafje afgehandeld. Uiteindelijk weigerde hij nog op het proces aanwezig te zijn en verbood zijn advocaten een pleidooi te houden.
Laval werd schuldig bevonden en veroordeeld tot de doodstraf, "nationale onwaardigheid" en confiscatie van zijn goederen. Hij weigerde gratie te vragen maar drong wel aan op een nieuw proces. Hoewel zelfs de toenmalige minister van Justitie later zou erkennen dat hij geen eerlijk proces had gehad, werd zijn verzoek afgewezen. Niemand twijfelde aan zijn schuld, die zeer zwaar was.
In de ochtend van zijn executie, op 15 oktober 1945, probeerde Laval in zijn cel in de gevangenis van Fresnes zelfmoord te plegen door een capsule cyaankali in te nemen. Hij had in een afscheidsbrief geschreven dat hij niet wilde sterven door Franse kogels. Toen men hem vond, leefde hij echter nog. Na een maagspoeling was hij min of meer hersteld. Omdat hij rechtop kon staan, werd hij naar de executiepaal gebracht en gefusilleerd.

## Persoonlijk
Laval behield zijn hele leven een nauwe band met zijn geboortedorp Châteldon. Hij huwde de dochter van de plaatselijke burgemeester.
Eenmaal rijk geworden, kocht hij er niet alleen een kasteel, maar begon er ook de bronnen van mineraalwater te exploiteren. De door hem opgerichte spuitwaterfabriek bezorgde tientallen inwoners van Châteldon werk en Laval wendde zijn invloed aan opdat het water verkocht werd in de restauratiewagens van treinen en op passagiersschepen.
Tijdens de oorlog – toen Laval pendelde tussen zijn kasteel en Vichy – zorgde hij ervoor dat de uit Châteldon afkomstige krijgsgevangenen naar huis mochten. De joodse inwoners van Châteldon zouden altijd met rust zijn gelaten.
Ondanks zijn handigheid en zijn netwerk van relaties bleef Laval zijn hele leven een boertig voorkomen behouden, met een accent uit Auvergne en nogal lompe manieren, die Pétain en andere hooggeplaatsten ergerden, ook al omdat hij voortdurend rookte. Altijd droeg hij een witte das, tot het moment van zijn executie toe.
Zijn enig kind, Josée Laval, huwde de succesvolle zakenadvocaat René de Chambrun, wiens Amerikaanse moeder verwant was met Theodore Roosevelt. Zijn schoonzoon verdedigde Laval op zijn proces en heeft later tevergeefs gepoogd hem postuum in eer te herstellen.

## Beoordeling
Onder de leiders van de collaboratie in Europa was Pierre Laval een uitzonderlijk figuur. Hij was niet pro-Duits, was geen extremist of fanaticus en had geen echte fascistische of antisemitische opvattingen. Hij was veeleer een volmaakte opportunist zonder scrupules, die de kant van de overwinnaar koos. Hij probeerde te handelen als de Realpolitiker die handelde in het (vermeende) hoger belang van Frankrijk.
Tot het einde was hij ervan overtuigd dat Duitsland de oorlog zou winnen en dat de toekomst van Frankrijk lag in een samenwerking met Duitsland.
Hij zag zichzelf als de enige die deze politiek tot een goed einde zou brengen, ook al wist hij dat hij zich daarmee niet populair maakte. Toen generaal Maxime Weygand – een van de meest anti-Duitse figuren in Vichy – hem er eind 1942 op wees dat 95% van de Fransen tegen hem was, antwoordde hij: "Zeg liever 98%, generaal, maar ik zal tegen hun wil voor hun geluk zorgen".
- Bibliothèque nationale de France: cb12215354z (data)
- Gemeinsame Normdatei: 118778978
- International Standard Name Identifier: 0000 0001 2124 5515
- Library of Congress Control Number: n50039770
- National Archives and Records Administration: 10583140
- Nationale Bibliotheek van Tsjechië: mzk2002105717
- Nationale Bibliotheek van Israël: 987007313297805171
- Nationale Bibliotheek van Polen: a0000001651372
- Nederlandse Thesaurus van Auteursnamen: 070646848
- Istituto Centrale per il Catalogo Unico: DDSV079102
- SNAC: w6kp8hxb
- Système universitaire de documentation: 03081393X
- Trove: 1080905
- Virtual International Authority File: 24651431
- WorldCat: E39PBJqFM9qFgKyPFgjh64TvHC